# Pseudoescepticismo
Pseudoescepticismo o seudoescepticismo (del griego ψευδο- [pseudo-] 'falso') se refiere a una posición filosófica o científica que, evocando el escepticismo o el escepticismo científico, no lo es. Esto es, un falso esceptisimo, como su nombre indica. El término, como todos los que incluyen el prefijo «pseudo-», se usa frecuentemente de forma peyorativa.

## Historia
El uso del término pseudoescepticismo aparece históricamente en el filósofo suizo Henri-Frédéric Amiel, quien en 1869 lo utilizó como una forma de autodenigración.

En 1908 Henry Louis Mencken usó la palabra en su descripción de la crítica de Friedrich Nietzsche al filósofo David Strauss por la excesiva seguridad de este al convertir las dudas en certezas. 

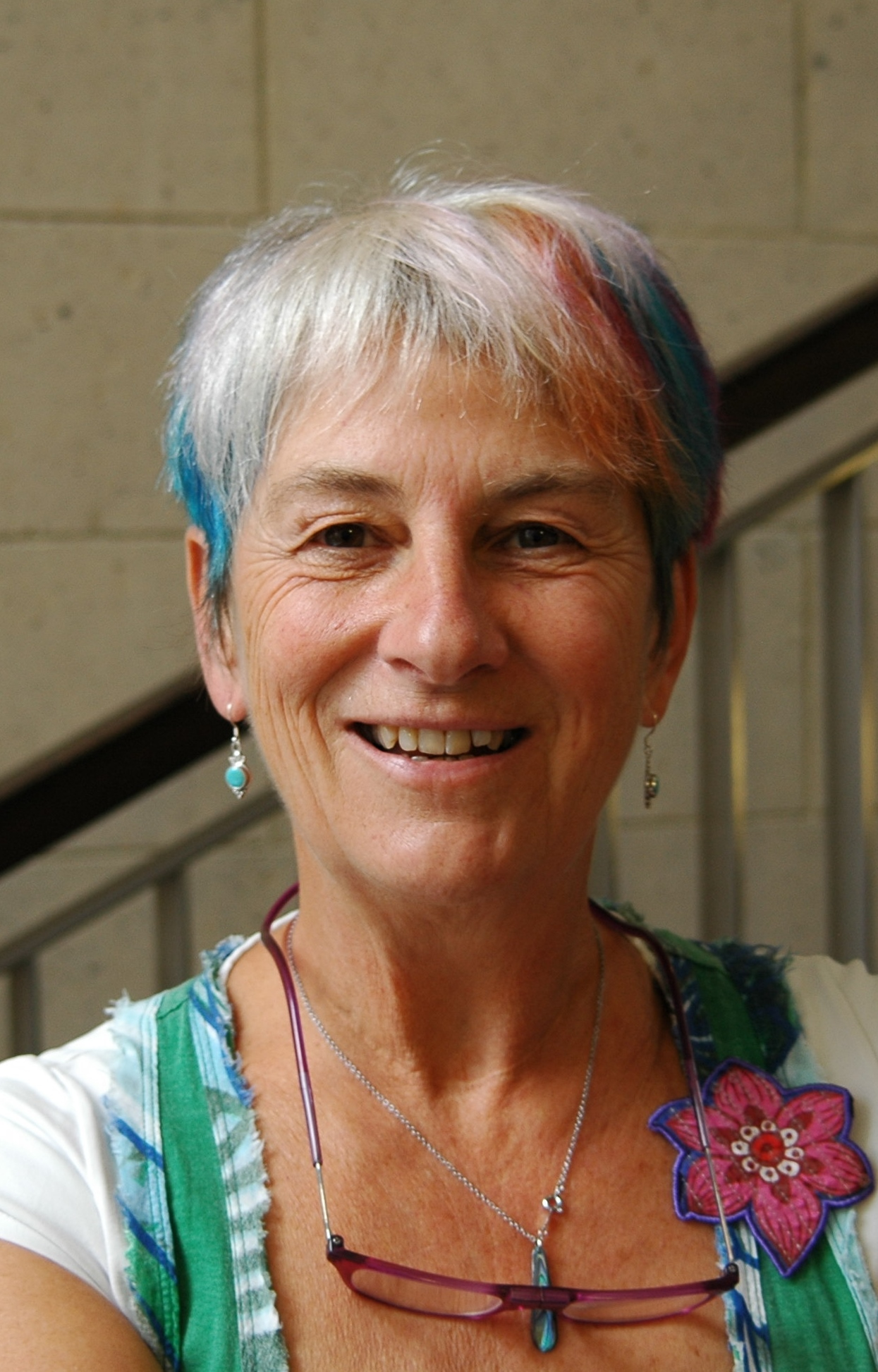
Susan Blackmore (2014)

El término fue popularizado en 1987 por Marcello Truzzi, profesor de sociología en la Eastern Michigan University y exmiembro del Comité para la Investigación Escéptica, en un artículo en la revista Zetetic Scholar, fundada por él mismo; en ese artículo usa el término pseudoescéptico para referirse a aquellos defensores del escepticismo científico que en su opinión determinaban la validez de una idea antes de realizar investigaciones al respecto, o proferían refutaciones sin sustentar la carga de la prueba.
Truzzi afirmó acerca de los llamados "pseudoescépticos" que tienen más tendencia a negar que a dudar, a desprestigiar más que a investigar; usan una doble vara de medir en sus análisis críticos; emiten juicios sin una completa investigación; usan ataques ad hominem al referirse peyorativamente a los que proponen determinadas disciplinas; no presentan suficientes pruebas en sus refutaciones y, al censurar, asumen que en ningún caso les corresponde el peso de la prueba; contra-argumentan basándose en lo que parece más razonable o plausible en vez de en la evidencia empírica; e insinúan que el que una evidencia sea poco convincente es suficiente para descartarla por completo.
En 1994 la entonces parapsicóloga Susan Blackmore definía la postura pseudoescéptica como la de aquellos que no aceptaban ningún tipo de investigación que se saliera de sus propios sistemas de creencias científicas, condenando a priori cualquier desviación. (Blackmore cambió eventualmente hacia una postura más escéptica, abandonando sus investigaciones sobre parapsicología en 2001).

## Controversia
A veces algunos grupos se acusan unos a otros de ser pseudoescépticos. Acerca de las etiquetas «dogmático» y «patológico» con que la Asociación para la Investigación Escéptica define a los críticos de las investigaciones paranormales, Robert Todd Carroll, autor del Skeptic's Dictionary, afirma que dicha asociación 

[...] es un grupo de pseudoescépticos investigadores y defensores de lo paranormal que no aprecian la crítica de los estudios paranormales por verdaderos escépticos y pensadores críticos. El único escepticismo que este grupo promueve es el escepticismo hacia los críticos y su crítica a los estudios paranormales.

La Society for Scientific Exploration (SSE, Sociedad para la Exploración Científica) ha sido criticada por el divulgador científico Michael Lemonick por ser «extrema» pero también por mostrar «una sorprendente actitud escéptica».
Un miembro de la SSE, L. David Leiter, cree que el escepticismo organizado podría ser llamado «pseudoescepticismo patológico». De acuerdo con Leiter, la etiqueta «escéptico» «se aplica a alguien cuyos procesos mentales apuntan continua e inflexiblemente en la dirección de la duda». Argumenta que hay miembros de ciertas organizaciones escépticas, que 

[...] en vez de llegar a tener un pensamiento científico, se convierten en seguidores del cientificismo, el sistema de creencia en el cual la ciencia y solo la ciencia tiene todas las respuestas para todo.

 y que muchos pseudoescépticos no están por la labor de invertir tiempo en 

[...] leer de manera significativa en la literatura de las disciplinas sobre las cuales son más escépticos.

## Características
Basándonos en lo escrito por Marcello Truzzi, podemos enumerar las siguientes características más comunes en el pseudo-escepticismo:
1. Confundir una hipótesis negativa con la ausencia de una hipótesis.
2. Tomar un argumento meramente plausible como sí fuera una prueba.
3. Aceptar explicaciones mutuamente excluyentes, siempre que ambas coincidan en llegar a la conclusión "correcta".
4. Escepticismo selectivo.
5. Tomar la refutación de un experimento mal hecho como sí implicase la refutación de la hipótesis en la que está basado.
6. No pensar en la evidencia como una cuestión de grados.

## Aproximación académica
El Laboratorio para Avances en la Conciencia y la Salud de la Universidad de Arizona, liderado por el catedrático Gary Schwartz, afirma  «aplicar responsablemente los métodos del conocimiento científico a problemas fonterizos respecto de la conciencia y la salud». La investigación en el laboratorio sobre «el rol del propósito consciente en la medicina energética y la curación, y la posibilidad de la supervivencia de la consciencia después de la muerte física» ha sido criticado en el Skeptical Inquirer porque no tuvo en cuenta explicaciones que no fuesen paranormales en las observaciones registradas.